# Life's a Riot with Spy Vs Spy
Albums de Billy Bragg
Brewing Up with Billy Bragg
(1984)
Life's a Riot With Spy Vs Spy est le premier album de Billy Bragg, sorti en mai 1983.

## Enregistrement
Life's a Riot With Spy Vs Spy ne contient que sept chansons pour une durée totale d'un quart d'heure. Le vinyle original se lit comme un 45 tours et non comme un 33 tours. Néanmoins, il est considéré comme un album et non comme un EP.

## Réception
À sa sortie, Life's a Riot With Spy Vs Spy se classe no 30 des ventes au Royaume-Uni.

## Titres
Toutes les chansons sont de Billy Bragg.

### Face 1
1. The Milkman of Human Kindness – 2:40
2. To Have and to Have Not – 2:29
3. Richard – 2:45

### Face 2
1. A New England – 2:07
2. The Man in the Iron Mask – 2:08
3. The Busy Girl Buys Beauty – 1:55
4. Lovers Town Revisited – 1:13

## Réédition
En 2013, Life's a Riot With Spy Vs Spy est réédité par le label Cooking Vinyl Limited sous une version remastérisée par Tim Young, à l'occasion des 30 ans de l'album. Aux 7 titres originaux s'ajoutent 7 titres enregistrés lors d'un concert donné par Billy Bragg le 5 juin 2013 à l'Union Chapel de Londres.